# Дорнох (готель)
Замок-готель Дорнох (англ. Dornoch Castle) — знаходиться в Гайленд (високогірна Шотландія). Побудований у 15 столітті. Сьогодні розташований у мальовничому саду навпроти собору Дорнох (12 ст.).

## Історія
З готелем-замком пов'язано декілька легенд про привиди. Одна з них — про сумирного привида невдачливого крадія овець на ім'я Ендрю МакКорніш, якого ув'язнили в підземеллі під Баштою, і котрий кілька разів з'являвся людям наприкінці минулого століття. Є легенди про таємничі підземні ходи між замком і собором.